# Ornithogalum visianicum
Ornithogalum visianicum là một loài thực vật có hoa trong họ Măng tây. Loài này được Tomm. mô tả khoa học đầu tiên năm 1876.